# Insurrezione giacobita del 1715
L'insurrezione giacobita del 1715 interessò il territorio della Gran Bretagna tra il 1715 ed il 1716 e fu il penultimo episodio delle insurrezioni giacobite ovvero il penultimo tentativo per riportare sul trono del Regno di Gran Bretagna il casato degli Stuart, spodestato all'inizio del XVIII secolo in favore del casato di Hannover. Per via della sua data di inizio, l'insurrezione è nota nel Regno Unito anche come "il Quindici" (in inglese the Fifteen) oppure come La rivolta di Lord Mar.

## Antefatti

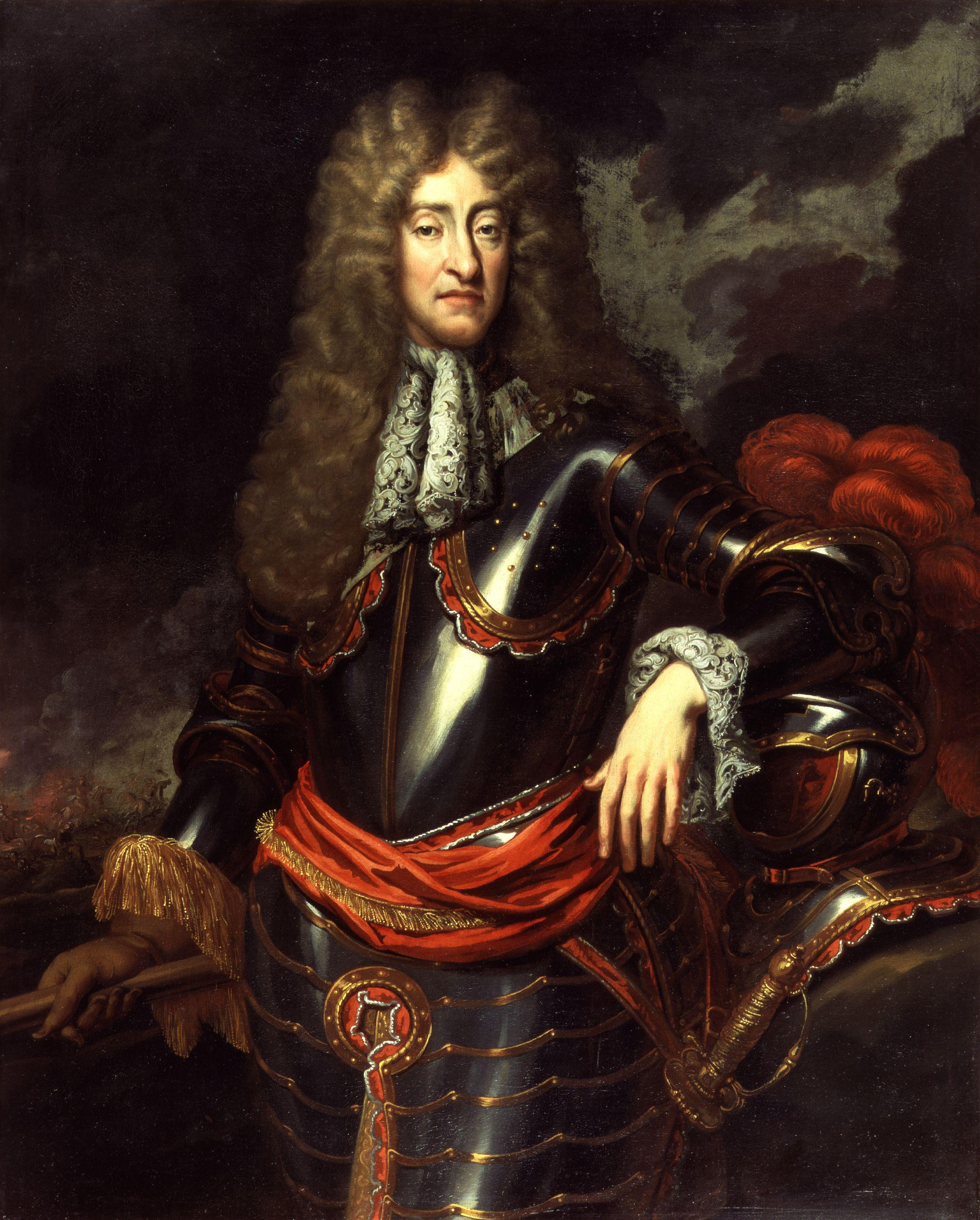
Re Giacomo II d'Inghilterra e VII di Scozia.

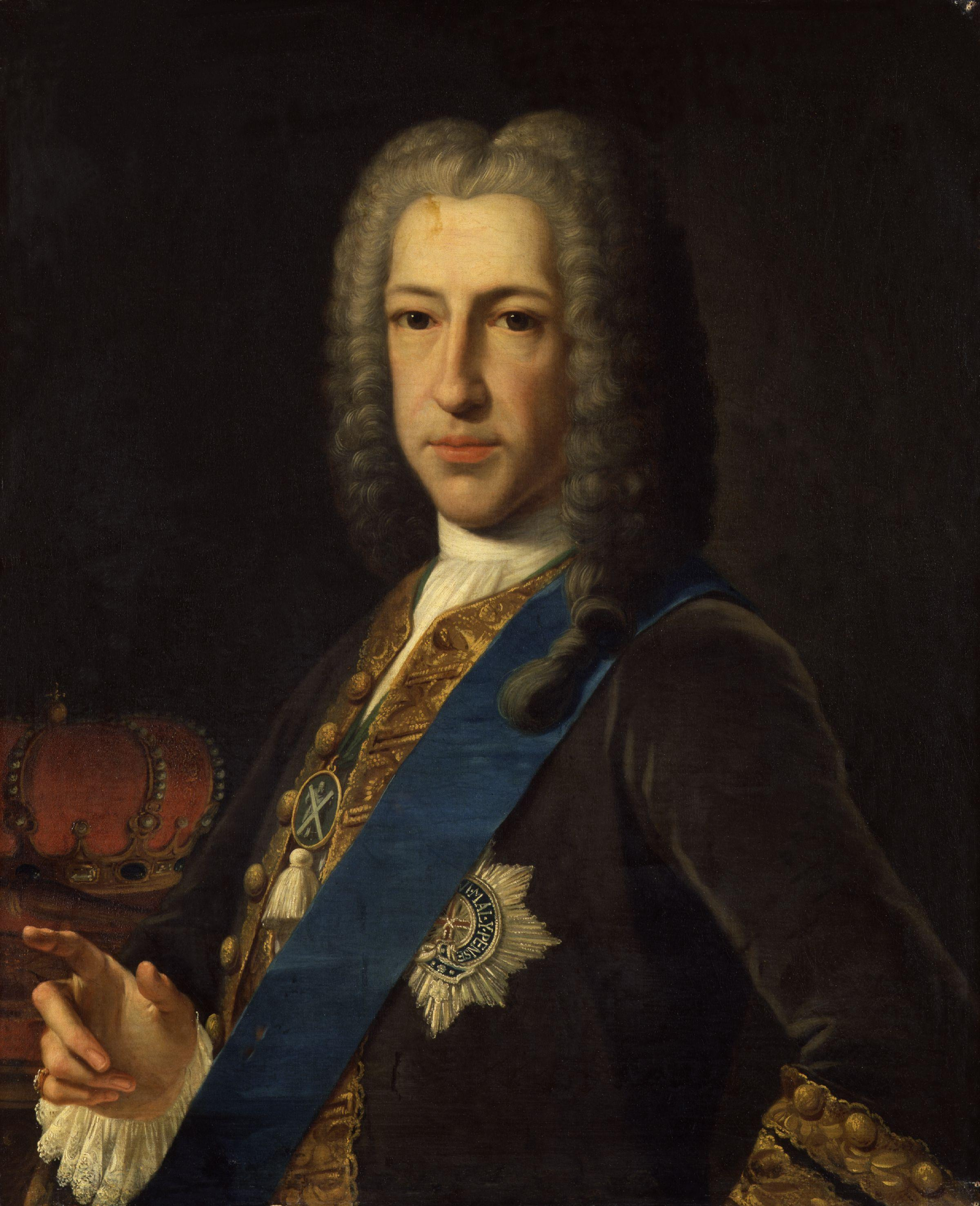
James Francis Edward Stuart

La Gloriosa Rivoluzione del 1688–89 portò come risultato la detronizzazione del re cattolico della dinastia degli Stuart, Giacomo II, ed il suo esilio in Francia sotto la protezione di Luigi XIV. La figlia di Giacomo e suo marito, che era anche suo nipote, ascesero insieme al trono d'Inghilterra. Nel 1690 il presbiterianesimo venne adottato come religione di stato in Scozia. L'Act of Settlement 1701 regolamentò la successione al trono britannico e la concesse alla casata protestante degli Hannover. L'Act of Union 1707 applicò l'Act of Settlement anche in Scozia. Con la morte della regina Anna nel 1714, l'elettore di Hannover, Giorgio I, succedette al trono britannico. L'ascesa di Giorgio I segnò l'inizio della supremazia del partito whig, coi tories privati del loro secolare potere politico sulla corona. Il nuovo regime portò numerosi cambiamenti tra il 1710–1714 ed alla persecuzione di molti ministri tory e delle loro irregolarità, come nel caso di Robert Harley che venne imprigionato nella Torre di Londra e Lord Bolingbroke che riuscì a fuggire in Francia prima di essere arrestato. Bolingbroke divenne segretario di stato del pretendente al trono britannico della dinastia degli Stuart e riconobbe onori e titoli da questo concessigli.
Il 14 marzo 1715, il pretendente si appellò a papa Clemente XI chiedendo aiuto per organizzare una rivolta giacobita: "Non è tanto un figlio devoto, oppresso dalle ingiustizie dei suoi nemici, ma una chiesa perseguitata dalla distruzione che si appella alla protezione di Vostra Santità". Il 19 agosto Bolingbroke scrisse al pretendente: "Le cose sono giunte a tal punto che persino voi, Signore, alla testa dei Tories, potreste salvare la Chiesa e la Costituzione d'Inghilterra che viceversa sarebbero perse irrimediabilmente". Il pretendente era convinto che il duca di Marlborough lo avrebbe aiutato in suo possibile sbarco in Scozia, e pertanto scrisse al duca di Berwick il 23 agosto: "Penso che sia giunto il momento Ora o mai".

## L'inizio della rivolta

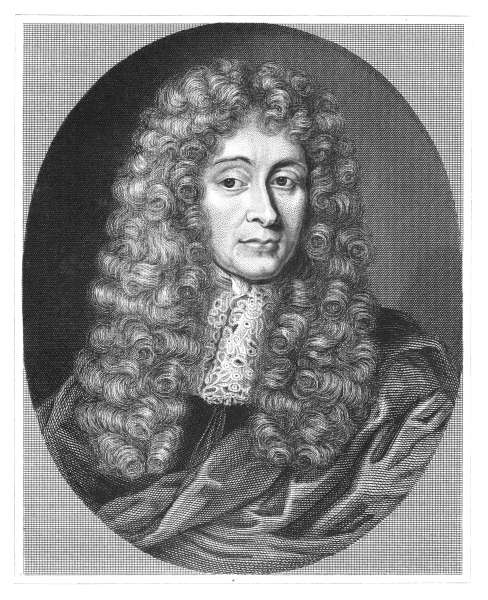
Il conte di Mar.

Pur non avendo ricevuto alcun ordine ufficiale da parte di Giacomo di iniziare una rivolta, il conte di Mar salpò da Londra alla volta della Scozia ed il 27 agosto tenne a Braemar il primo consiglio di guerra. Il 6 settembre a Braemar, Mar iniziò col sollevare lo stemma di "Giacomo VIII e III", accompagnato da 600 sostenitori.
In risposta, il Parlamento inglese sospese l' habeas corpus del 1715 e stabilì che chiunque si fosse rifiutato di aderire o prestare supporto ai giacobiti avrebbe potuto acquistare le terre del proprio padrone dal momento che questi sarebbe stato privato dei propri possedimenti in quanto giacobita. I tenutari del conte di Mar furono tra i primi.

## La battaglia per la Scozia
Nella Scozia settentrionale, i giacobiti ebbero un notevole successo, prendendo rapidamente Inverness, il Castello Gordon, Aberdeen e più a sud Dundee, anche se non furono in grado di conquistare Fort William. Al Castello di Edimburgo si trovavano circa 10 000 uomini. Lord Drummond, con 80 giacobiti, tentò di conquistare il castello col favore della notte ma il governatore del castello, avvisato dei piani dei nemici, riuscì a respingere l'offensiva.
Dall'ottobre del 1715, le forze del conte di Mar (circa 20 000 uomini) avevano ormai preso il controllo di tutta la Scozia al di sopra del Firth of Forth, ad eccezione del Castello di Stirling. Ad ogni modo Mar si dimostrava indeciso sulla conquista di Perth e spostò a sud più di 2 000 uomini, fatto che diede al comandante degli hannoveriani, il Duca di Argyll, il tempo necessario per rafforzare i propri uomini.
Il 22 ottobre Mar ricevette ufficialmente l'assenso di Giacomo e venne nominato comandante delle armate giacobite. L'esercito giacobita superava le forze del duca di Argyll di tre a uno e Mar decise quindi di marciare verso il castello di Stirling. Il 13 novembre a Sheriffmuir, le due forze si scontrarono in una battaglia. La battaglia, pur dimostrandosi alla fine inconcludente, fu una dimostrazione di forza dei giacobiti che potevano contare su 4000 uomini a fronte dei 1000 del duca di Argyll. Mar decise comunque di non avanzare oltre dal momento che riteneva di aver già vinto la battaglia e pertanto si ritirò verso Perth. Lo stesso giorno della battaglia di Sherrifmuir, Inverness si arrese alle forze hannoveriane, mentre le forze dei giacobiti guidate da Mackintosh di Borlum vennero sconfitte a Preston.

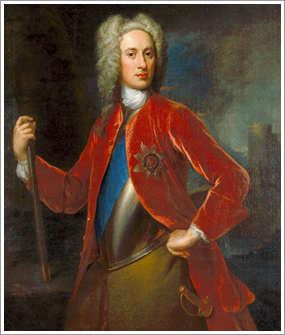
Il duca di Argyll.
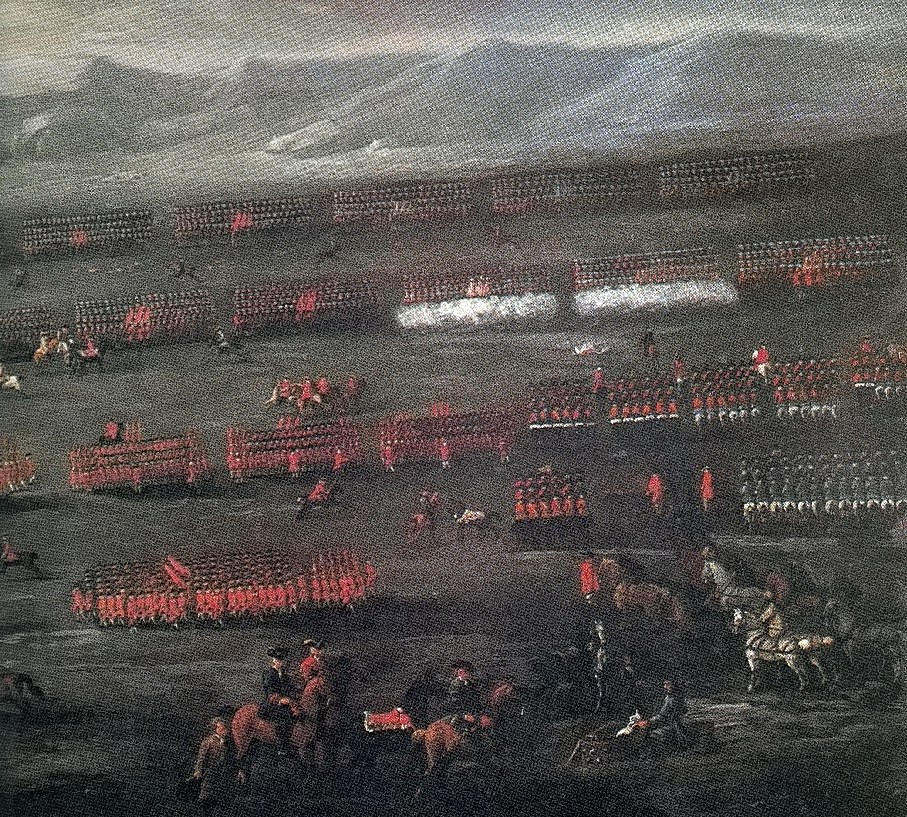
La battaglia di Sheriffmuir.

## In Inghilterra
Oltre ai capi della cospirazione giacobita, altri stavano cospirando nell'Inghilterra orientale tra cui tre pari e sei parlamentari. Nella notte del 2 ottobre 1715, il governo arrestò i capi di quella che pareva essere l'inizio di una nuova insurrezione contemporanea a quella scozzese. Gli arrestati erano tutti giacobiti inglesi tra cui Sir William Wyndham. Il governo intanto inviò dei rinforzi a Bristol, Southampton e Plymouth per assicurarsi che quelle città non cadessero nelle mani dei giacobiti. Oxford, una città famosa per i suoi sentimenti monarchici, era ritenuta dal governo come favorevole agli Stuart e pertanto il 17 ottobre il generale Pepper guidò i suoi dragoni nella città ed arrestò alcuni giacobiti che vi si annidavano.
Malgrado queste repressioni, vi fu comunque una rivolta inglese giacobita nel 1715, progettata nel Northumberland per accompagnare ulteriori rivolte nel paese. Anche se l'insurrezione ad ovest ad ogni modo era stata schiacciata dal governo, quella nel Northumberland ebbe inizio il 6 ottobre 1715 con figure preminenti come James Radclyffe, III conte di Derwentwater e William Widdrington, IV barone Widdrington, oltre a Charles Radclyffe, poi de jure V conte di Derwentwater. Edward Howard, poi IX Duca di Norfolk, aderirà ai rivoltosi nel Lancashire, assieme a Robert Cotto nell'Huntingdonshire.
I giacobiti inglesi si incontrarono ai confini della Scozia coi giacobiti scozzesi guidati da William Gordon, VI visconte Kenmure, e questa piccola armata si unì a sua volta al contingente guidato da Mackintosh. Il gruppo marciò in Inghilterra giungendo a Preston dove le forze governative li sconfissero nella battaglia locale del 12-14 novembre. I giacobiti riuscirono ad avere la meglio nel primo giorno della battaglia, uccidendo un gran numero di forze nemiche. Ad ogni modo i rinforzi del governo giunsero il giorno successivo ed i giacobiti si arresero.

## Le conseguenze

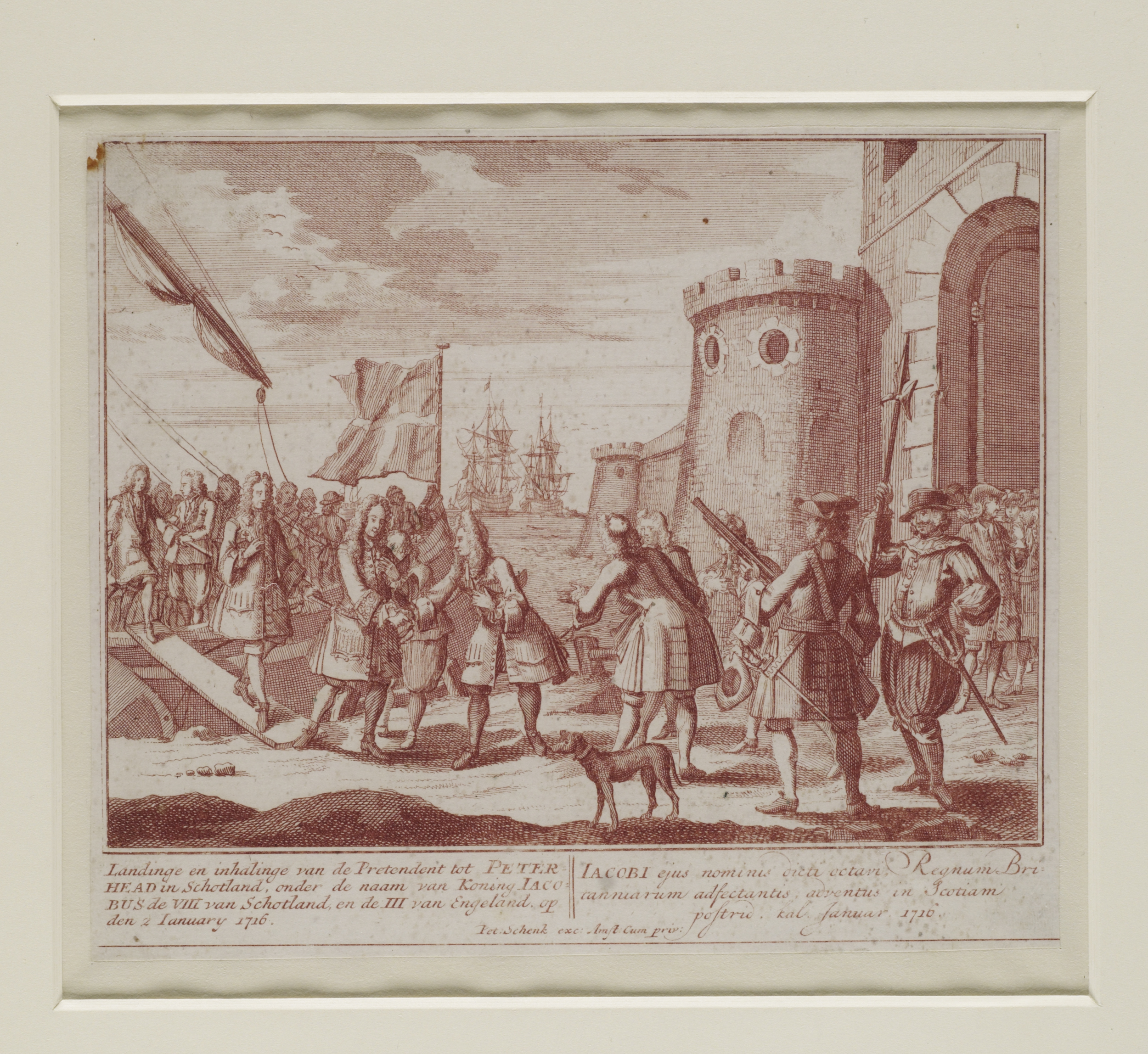
Il Pretendente, il principe Giacomo, sbarca a Peterhead il 22 dicembre 1715

Il 22 dicembre il Pretendente sbarcò in Scozia a Peterhead, ma quando egli riuscì a giungere a Perth il 9 gennaio 1716, i giacobiti erano ormai giunti a meno di 5000 uomini. Per contrasto, le forze di Argyll avevano acquisito dell'artiglieria pesante e stavano avanzando velocemente. Il conte di Mar decise di mettere a ferro e fuoco diversi villaggi tra Perth e Stirling e privare così l'esercito di Argyll di rifornimenti. Il 30 gennaio, il conte di Mar guidò i giacobiti fuori da Perth ed il 4 febbraio il Pretendente scrisse una lettera in Scozia, salpando da Montrose il giorno seguente.
Molti giacobiti vennero fatti prigionieri e poi processati per alto tradimento sino ad essere condannati a morte. Nel luglio del 1717, ad ogni modo, venne pubblicato l'Indemnity Act 1717 che rendeva pubblica perdonanza a quanti avessero preso parte alle rivolte, ad eccezione di tutti i membri del Clan Gregor che vennero specificatamente esclusi dai benefici dell'atto. Uno di quelli che non vennero perdonati fu Rob Roy MacGregor.
Il figlio di Giacomo, Charles Edward Stuart, tentò nuovamente di riprendere il trono di suo padre nel 1745 durante un'altra insurrezione giacobita, anch'essa fallita. Giacomo morì nel 1766.